# Horace Mann
Pour les articles homonymes, voir Mann.
Horace Mann (né le 4 mai 1796 à Franklin et 2 août 1859 à Yellow Springs) est un homme politique américain connu pour sa promotion de l'éducation publique.